# 大川靖則
大川 靖則（おおかわ やすのり、1931年（昭和6年）9月20日 - ）は、日本の政治家。元奈良県奈良市長（3期）。

## 来歴
奈良県出身。近畿大学短期大学部卒。1948年、生駒郡平城村役場に入る。1951年、平城村の奈良市との合併により奈良市役所勤務となる。同所では、社会福祉事務所長、市長公室長、収入役、助役を経て、1992年、奈良市長に当選する。1996年、2000年と連続当選。2004年の市長選挙では元奈良県議会議員の鍵田忠兵衛に敗れた。2022年現在は一般財団法人奈良の鹿愛護会の会長を務める。